# Gavin de Beer
Pour les articles homonymes, voir de Beer.
Gavin Rylands de Beer, né le 1er novembre 1899 à Malden et mort le 21 juin 1972 à Alfriston, est un biologiste de l'évolution anglais spécialiste de l'embryologie. Il est directeur du musée d'histoire naturelle de Londres, président de la Linnean Society of London (1946–1949) et reçoit en 1958 la médaille Darwin de la Royal Society.
Il a notamment développé le concept d'évolution en mosaïque appelé aussi hétérobathmie par Willi Hennig.
Par ses travaux sur l'hétérochronie et l'homologie, il est considéré comme un précurseur dans l'histoire de la biologie évolutive du développement (évo-dévo),.

## Œuvre
- (en) G.R. de Beer, Vertebrate zoology :  An introduction to the comparative anatomy, embryology, and evolution of chordate animals, The Macmillan Company, New York (1928), DOI 10.5962/bhl.title.6852 [(en) texte intégral]
- (en) G.R. de Beer, Embryology and evolution, Clarendon, Oxford (1930)
- (en) Julian S. Huxley & G.R. de Beer, The elements of experimental embryology, Cambridge University Press, Cambridge (1934), DOI 10.5962/bhl.title.6433 [(en) texte intégral]